# Doldiefshuis

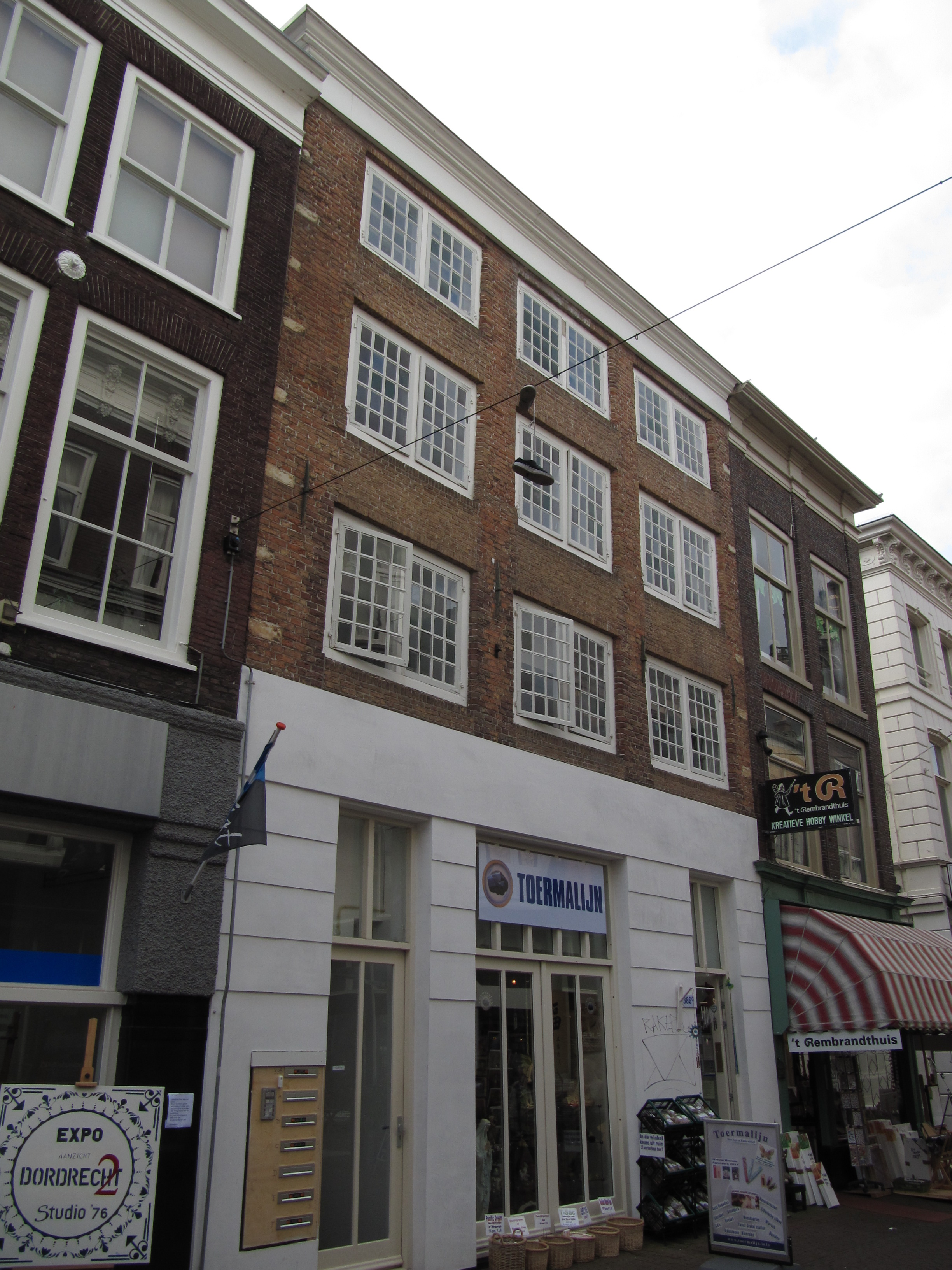
Voorstraat 386 in Dordrecht

Het 15e-eeuwse Doldiefshuis in Dordrecht ligt aan de Voorstraat 386, pal tegenover de Pelserbrug. Het gebouw heeft diverse gebruiksfuncties en meerdere namen gehad.

## Monumentaal gebouw
Het huidige vooraanzicht van het pand gaat grotendeels terug op de tijd dat het een brouwerij was. De raampartijen van de etages en de daklijst zijn 18e-eeuws. De oorspronkelijke vensters zaten vermoedelijk in gotische raamnissen. Enkele elementen in de voorgevel gaan wel terug op de originele bouwtijd. Zo zijn de stenen met de hoekband als hoekblokken typerend voor de 15e eeuw. Houten balken in het interieur zijn inmiddels gedateerd op 1451-1465. In de 20e eeuw is het aanzicht van de begane grond grondig gewijzigd in verband met de winkelfunctie. Het pand is 8,60 m. breed. Het is een groot pand op een lang perceel en het had oorspronkelijk een achterhuis. Het gebouw moet niet verward worden met het monumentale Dolhuis in Dordrecht.

## Verklaringen naam
In een stadsrekening van 1512 wordt gesproken over ‘dat Doldieffs huys’. De verklaring van de naam is speculatief. Er werden in de 19e en 20e eeuw voor de hand liggende verklaringen gegeven, gebaseerd op de aanwezigheid van ‘dollen’ of ‘dieven’. Er is geen oorspronkelijke bron, zoals een akte, om deze aanname te bevestigen. Wel is bekend dat er tot 1472 het ‘Doldiefsgilde’ in gevestigd was, ‘één van de zes ‘scipludengilden’ van Dordrecht. Mogelijk is er een relatie met het woord ‘dol’, een scheepvaartbegrip. Het woorddeel ‘dief’ komt in Dordrecht ook voor in de naam van de Diefsteiger, gelegen aan het einde van de Dordrecht bij de ingang van de Oude Haven.
Een oudere naam van het pand is ‘Rijpland’. In latere eeuwen werd deze naam van het pand soms nog gebezigd.

## Het Doldiefsgilde
Er zijn slechts enkele oorspronkelijke bronnen uit de 15e eeuw die aantonen dat er een schippersgilde in was gevestigd onder de naam Doldief. In ieder geval was dit gilde vóór 1472 in dit pand gevestigd.

## Andere gebruiksfuncties
Uit documenten blijkt dat het pand vele gebruiksfuncties heeft gehad:  
- Na 1472 als opslag voor onder meer die van processieartikelen voor de Grote Omgang.
- 1576-1729: Diverse brouwerijen.
- Diverse particuliere gebruikers, waaronder een borstelmaker, pianohandelaar, fabrikant spiegels en meubelhandelaar (tot 1983).
- Huidige functie (begane grond): winkel.

## Verwijzingen
- K. Sigmond. Het middeleeuwse Doldiefsgilde en het Doldiefshuis op de Voorstraat; in: tijdschrift van de Vereniging Oud-Dordrecht jrg 42 nr. 3 (2024), p. 241-259.
- C.J.P. Lips. Wandelingen door Oud-Dordrecht. Europese Bibliotheek, Zaltbommel (1974). P. 354-355.